# Bergslyckospindel
Bergslyckospindel (Meioneta gulosa) är en spindelart som först beskrevs av Ludwig Carl Christian Koch 1869.  Bergslyckospindel ingår i släktet Meioneta och familjen täckvävarspindlar. Arten är reproducerande i Sverige. Inga underarter finns listade.